# Topografi

En topografisk karta över ön Hawaii.

Topografi är studiet av en terrängs fysiska form, såväl på jorden, som på andra planeter och månar. Topografi är också beskrivningen av sådana ytors former, särskilt i form av kartor, där höjdskillnader i terrängen avbildas 
med hjälp av nivåkurvor.
I sin vidaste bemärkelse befattar sig topografi med ett områdes detaljer i största allmänhet, vilket inte bara omfattar terrängens höjdskillnader utan även vegetation och andra organismers form och objekt skapade av människan. Ibland kan det även omfatta lokalhistoria och kultur.
Den som utövar topografi kallas topograf.

## Etymologi
Termen topografi härstammar från gammalgrekiskans τόπος (topos) som betyder "plats" och γραφία (graphia) som betyder "skriva". Den äldsta bevarade topografiska kartan är Turin papyruskartan. Termen fortsatte att användas i Rom, då betydelsen innebar en detaljerad beskrivning av en plats. Inom klassisk litteratur innebar detta att skriva om en plats, vilket idag brukar sammanfattas som lokalhistoria. I Europa har topografi fortfarande ibland denna innebörd.

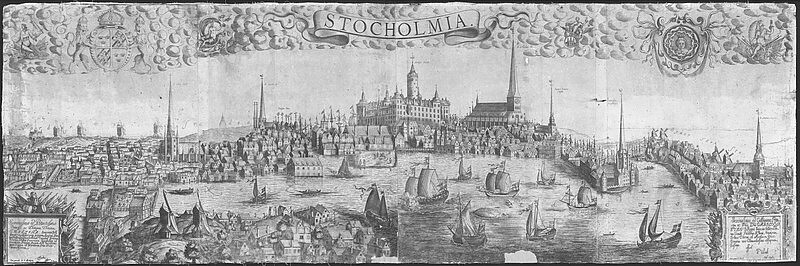
Johan Sasses kopparstick "Stockholm från väster" (1652) anses vara av stort historiskt och topografiskt värde.

I Storbritannien, med början i slutet av 1800-talet, kallades detaljerade militära platsstudier för Ordnance Survey, och denna term fortsatte att användas och blev under 1900-talet synonym med topografiska undersökningar och kartor. Termen "topografisk undersökning" verkar ha amerikanskt ursprung och de första detaljerade studierna av detta slag genomfördes I USA av “Topographical Bureau of the Army,” som grundades under kriget 1812. I och med att United States Geological Surveys nationella kartor antogs 1878 blev begreppet "topografisk" i USA synonymt med detaljerade undersökningar och kartor, och detta spred sig till många nationer.
Under 1900-talet har även termen topografi börjat användas för att beskriva ytor inom andra fält än kartografi, speciellt inom medicinsk vetenskap.